# Amigoe
Amigoe is een Nederlandstalige krant, met hoofdredactie op Curaçao, die zich richt op een publiek op Curaçao, Sint Maarten, Caribisch Nederland en op Aruba. Voor dit laatste eiland bestaat een afzonderlijke editie. De krant verschijnt 's middags, en brengt tevens een digitale editie uit via de eigen website. Elke zaterdag wordt de weekendbijlage Ñapa bij de krant gevoegd.
De krant werd in december 1883 vanuit de Orde der paters Dominicanen opgericht als Amigoe di Curaçao. Het eerste nummer verscheen op 5 januari 1884. De krant verscheen tot 1935 eenmaal per week, kwam tot 1941 twee keer per week uit, en verscheen daarna als dagblad. Het laatste nummer onder de titel Amigoe di Curacao verscheen op 9 maart 1976.
Vanaf 10 maart 1976 verschijnt de krant onder de titel Amigoe. Die dag werd ook een nieuwe offset rotatiepers in gebruik genomen, waardoor het mogelijk werd de kop (masthead) in kleur te drukken. De drukpers was in een nieuw gebouw van Rotaprint N.V. te Scherpenheuvel ondergebracht. Later verhuisden ook de productieafdeling en de administratiekantoren naar Scherpenheuvel.
Oude versies van het blad Amigoe tot en met 30 december 1995, zijn digitaal te lezen via Delpher. Dit is de in mei 2010 begonnen webdienst Historische Kranten van de Nederlandse KB, nationale bibliotheek. In september 2011 werden de eerste dertig jaargangen van het na-oorlogse dagblad aan het krantenarchief toegevoegd.

## Medewerkers
De hoofdredacteur en tevens directeur is Michael Voges.

### Bekende oud-redacteuren en medewerkers
- Aart Broek (literatuurcriticus)
- Peter Dicker (hoofdredacteur)
- Henry Habibe (literatuurcriticus)
- Carel de Haseth (medewerker weekendbijlage)
- Gustaaf de Jongh (sportredacteur)
- René van Nie (columnist)
- Ronny Rens (hoofdredacteur)
- Jos de Roo (eindredacteur boekenpagina)
- Wim Rutgers (literatuurcriticus)